# Chaoyang (Pekín)
Chaoyang (en chino, 朝阳; pinyin, Cháoyáng) es uno de los 16 distritos de la ciudad de Pekín, en la República Popular China. Localizado al sureste de la ciudad, tiene una superficie de 454 kilómetros cuadrados y una población de 3,92 millones. 
Este distrito fue construido en 1925. Hacia 2008 fue remodelado para dar cabida al Parque Olímpico de Pekín, donde se celebró gran parte de los Juegos Olímpicos de 2008.

## Toponimia
El nombre lo toma directamente de la Puerta Chaoyang (朝阳门), una puerta en la antigua muralla de la ciudad de Beijing que hoy se encuentra destruida pero se toma como punto de referencia. El nombre Puerta Chaoyang proviene del hecho de que su puerta mira hacia el este y recibía cada día la salida del sol en la capital, de ahí su nombre ; Chao (朝 hacia) y Yang (阳 sol).

## Administración
El distrito de Chaoyang se divide en 20 pueblos que se administran en subdistritos.
- Subdistrito Cháo wài 朝外街道
- Subdistrito jiànwài 建外街道
- Subdistrito hū jiā lóu 呼家楼街道
- Subdistrito bā lǐzhuāng 八里庄街道
- Subdistrito sānlǐ tún 三里屯街道
- Subdistrito tuánjié hú 团结湖街道
- Subdistrito shuāng jǐng 双井街道
- Subdistrito jìnsōng 劲松街道
- Subdistrito fá tóu 垡头街道
- Subdistrito zuǒ jiā zhuāng 左家庄街道
- Subdistrito xiǎo guān 小关街道
- Subdistrito hépíng jiē 和平街街道
- Subdistrito Jiǔxian qiáo 酒仙桥街道
- Subdistrito shǒudū jīchǎng 首都机场街道
- Subdistrito pān jiāyuán 潘家园街道
- Subdistrito liù lǐ tún 六里屯街道
- Subdistrito màizi diàn 麦子店街道
- Subdistrito xiānghé yuán 香河园街道
- Subdistrito yàyùncūn 亚运村街道
- Subdistrito wàngjīng 望京街道
- Subdistrito ān zhēn 安贞街道
- Subdistrito dōnghú 东湖街道
- Subdistrito dà tún 大屯街道

## Economía
La empresa nacional de petroleos Sinopec tiene su sede principal aquí.
Según la web oficial de Chaoyáng, en el distrito se ubica más del 60% de las agencias de negocios extranjeros en Pekín, más de 3.000 empresas extranjeras, 167 agencias de noticias internacionales y varias compañías líderes a nivel mundial como ABB, Air France, Qatar Airways, Halliburton e IBM.